# Be the One (chanson de Dua Lipa)
Pour les articles homonymes, voir Be the One.
Singles de Dua Lipa
New Love (en)
(2015) Last Dance
(2015)
Clip vidéo
[vidéo] « Be the One », sur YouTube
Be the One est une chanson de la chanteuse anglaise Dua Lipa de son premier album studio éponyme. Elle est sortie le 30 octobre 2015 en tant que deuxième single de l'album. La chanson est écrite par Lucy Taylor, Jack Tarrant et écrite et produite par Digital Farm Animals.
Le single a obtenu le succès en Europe et en Australie. Après avoir été diffusé sur les stations de radio pop au Royaume-Uni le 30 décembre 2016, Be the One est entré pour la première fois dans le UK Singles Chart, atteignant la neuvième place du classement. Le single a également atteint la première position des classements en Belgique (Flandre), en Pologne, en Slovaquie et aux États-Unis au Dance Club Songs du Billboard.

## Crédits
Crédits provenant des notes d'accompagnement de Dua Lipa.
Enregistrement
- Enregistré aux Sony/ATV Recording Studios
- Chants enregistrés au TaP Studio / Strongroom 7, Londres
- Mixage aux MixStar Studios, Virginia Beach
- Mastérisé au Metropolis Mastering, Londres

Personnel
- Dua Lipa : voix principale, chœurs
- Digital Farm Animals (Nicholas Gale) : production
- Serban Ghenea : mixage
- John Hanes : ingénieur du mixage
- Lucy Taylor : chœurs
- Jack Tarrant : production vocale, guitare
- Evelyn Yard : enregistrement
- John Davis : mastérisation

## Classements et certifications
| Classement (2015-17)                    | Meilleure position |
| --------------------------------------- | ------------------ |
| Allemagne (Media Control AG)            | 11                 |
| Argentine (Monitor Latino)              | 5                  |
| Australie (ARIA)                        | 6                  |
| Autriche (Ö3 Austria Top 40)            | 7                  |
| Belgique (Flandre Ultratop 50 Singles)  | 1                  |
| Belgique (Flandre Ultratop 50 Airplay)  | 1                  |
| Belgique (Wallonie Ultratop 50 Singles) | 42                 |
| Belgique (Wallonie Ultratop 50 Airplay) | 37                 |
| Écosse (OCC)                            | 4                  |
| Espagne (PROMUSICAE)                    | 20                 |
| États-Unis (Dance Club Songs)           | 1                  |
| États-Unis (Pop Airplay)                | 40                 |
| Europe (European Digital Songs)         | 7                  |
| Finlande (Airplay)                      | 55                 |
| France (SNEP)                           | 42                 |
| Grèce (Digital Song Sales)              | 9                  |
| Hongrie (Single Top 40)                 | 3                  |
| Hongrie (Rádiós Top 40)                 | 5                  |
| Irlande (IRMA)                          | 25                 |
| Italie (FIMI)                           | 28                 |
| Luxembourg (Digital Song Sales)         | 8                  |
| Mexique (Mexico Inglés Airplay)         | 13                 |
| Nouvelle-Zélande (RMNZ)                 | 20                 |
| Pays-Bas (Nederlandse Top 40)           | 5                  |
| Pays-Bas (Single Top 100)               | 11                 |
| Pays-Bas (Mega Top 50)                  | 1                  |
| Pologne (ZPAV)                          | 1                  |
| Portugal (AFP)                          | 70                 |
| Tchéquie (IFPI Rádio)                   | 12                 |
| Tchéquie (IFPI Singles Digitál)         | 50                 |
| Roumanie (Airplay 100)                  | 13                 |
| Suède (Sverigetopplistan)               | 100                |
| Suisse (Schweizer Hitparade)            | 11                 |
| Suisse (Charts Romandie)                | 16                 |
| Slovaquie (IFPI Rádio)                  | 1                  |
| Slovaquie (IFPI Singles Digitál)        | 35                 |
| Slovénie (SloTop50)                     | 2                  |
| Royaume-Uni (UK Singles Chart)          | 9                  |

| Classement (2016)              | Position |
| ------------------------------ | -------- |
| Allemagne (Media Control)      | 72       |
| Australie (ARIA)               | 52       |
| Autriche (Ö3 Austria Top 40)   | 53       |
| Belgique (Flandre Ultratop 50) | 10       |
| Hongrie (Rádiós Top 40)        | 12       |
| Hongrie (Single Top 40)        | 18       |
| Italie (FIMI)                  | 80       |
| Pays-Bas (Nederlandse Top 40)  | 27       |
| Pays-Bas (Single Top 100)      | 50       |
| Pologne (Airplay Top 100)      | 3        |
| Slovénie (SloTop50)            | 15       |
| Suisse (Schweizer Hitparade)   | 51       |

| Classement (2017)             | Position |
| ----------------------------- | -------- |
| États-Unis (Dance Club Songs) | 2        |
| Royaume-Uni (OCC)             | 50       |

### Certifications
^
*
^
^
‡
^
| Région                                                                                                 | Certification | Ventes/Streams |
| --- | ------------- | -------------- |
| Allemagne (BM)                                                                                         | Or            | 200 000^       |
| Australie (ARIA)                                                                                       | 2 × Platine   | 140 000^       |
| Belgique (BEA)                                                                                         | Platine       | 30 000*        |
| Canada (Music Canada)                                                                                  | Or            | 40 000^        |
| Danemark (IFPI)                                                                                        | Or            | 45 000^        |
| Italie (FIMI)                                                                                          | 2 × Platine   | 100 000‡       |
| Nouvelle-Zélande (RMNZ)                                                                                | Or            | 7 500*         |
| Pays-Bas (NVPI)                                                                                        | 2 × Platine   | 60 000^        |
| Pologne (ZPAV)                                                                                         | 2 × Platine   | 40 000*        |
| Royaume-Uni (BPI)                                                                                      | Platine       | 600 000‡       |
| Suède (GLF)                                                                                            | Or            | 20 000x        |
| *Ventes selon la certification ^Mise en rayon selon la certification xNon précisé par la certification |               |                |

## Historique de sortie
| Région      | Date             | Format                                   | Label               | Réf    |
| ----------- | ---------------- | ---------------------------------------- | ------------------- | ------ |
| Divers      | 30 octobre 2015  | Téléchargement                           | Dua Lipa Limited    | [ 65 ] |
| Divers      | 29 janvier 2016  | Téléchargement (Remixes EP)              | Dua Lipa Limited    | [ 66 ] |
| Autriche    | 19 février 2016  | Téléchargement (EP)                      | - Vertigo - Capitol | [ 67 ] |
| Allemagne   | 19 février 2016  | Téléchargement (EP)                      | - Vertigo - Capitol | [ 68 ] |
| Suisse      | 19 février 2016  | Téléchargement (EP)                      | - Vertigo - Capitol | [ 69 ] |
| Allemagne   | 11 mars 2016     | CD single                                | Vertigo             |        |
| Royaume-Uni | 30 décembre 2016 | Diffusion radio (contemporary hit radio) | Dua Lipa Limited    | [ 70 ] |
| États-Unis  | 21 mars 2017     | Diffusion radio (contemporary hit radio) | Warner Bros.        | [ 71 ] |